# صانع الشوك
صانع الشوك (الاسم العلمي: Spinifex)، جنس نباتات ساحلية معمرة من الفصيلة النجيلية.
وهي من أكثر النباتات شيوعاً والتي تنمو في الكثبان الرملية على طول سواحل إفريقيا والشرق الأوسط وآسيا وأستراليا ونيوزيلندا وكاليدونيا الجديدة، وتمتد نطاقات بعض الأنواع شمالاً وغرباً على طول سواحل آسيا حتى الهند واليابان. نظرًا لأنها تساعد على استقرار الرمال، تعد هذه الأعشاب جزءًا مهمًا من النظام البيئي للكثبان الرملية بأكمله. النوع الوحيد الأصلي في نيوزيلندا، Spinifex sericeus، موجود أيضًا في أستراليا.
ومن المربك أن كلمة "spinifex" تُستخدم أيضًا كاسم شائع يشير إلى الأعشاب في الجنس ذو الصلة Triodia (حشيشة النيص). ومع ذلك، فإن موطن تريوديا هو أستراليا الداخلية وتشير إلى مجموعة من الأعشاب ذات الأوراق الشوكية التي تشكل الأعشاب الأجمية.

## الأنواع
يشمل الأنواع:
- Spinifex × alterniflorus [الإنجليزية] Nees – أستراليا الغربية
- صانع الشوك Labill. – all 6 states of أستراليا
- Spinifex littoreus (Burm.f.) Merr. – جزر أشمور وكارتيير في أستراليا الغربية؛ غينيا الجديدة، إندونيسيا، ماليزيا، الفلبين، جنوب شرق آسيا البري، شبه القارة الهندية، الصين (فوجيان، غوانغدونغ، قوانغشي، هاينان), تايوان، اليابان يشمل جزر ريوكيو
- Spinifex longifolius R.Br. – تايلاند، إندونيسيا، غينيا الجديدة، كوينزلاند، الإقليم الشمالي (أستراليا)، أستراليا الغربية، جنوب أستراليا
- Spinifex sericeus R.Br. – all 6 states of أستراليا زائد جزيرة نورفولك، نيوزيلندا، كاليدونيا الجديدة، تونغا

### أنواع سابقة
أنواع سابقة:
- Spinifex paradoxus (الآن زوجي العشب)